# Atlantisch orkaanseizoen 1979
Het Atlantisch orkaanseizoen 1979 duurde van 1 juni 1979 tot 30 november 1979. Het seizoen 1982 was een normaal seizoen wat betreft de activiteit. Er vormden zich dat seizoen acht tropische stormen en één subtropische. De tropische stormen kregen allemaal een naam. Vijf tropische stormen wakkerden aan tot orkaan, waarvan twee majeure orkanen, dat wil zeggen orkanen van de derde categorie of hoger. Orkaan David was de sterkste en catastrofaalste orkaan van het seizoen. Deze orkaan van de vijfde categorie trof onder andere de Dominicaanse Republiek en eiste meer dan 2.000 mensenlevens. De andere majeure orkaan van het seizoen was Frederic, die als orkaan van de vierde categorie veel schade aanrichtte in de Verenigde Staten.
Het seizoen 1979 was het eerste seizoen, dat gebruik maakte van de namenlijsten van gemengde jongens- en meisjesnamen met een cyclus van zes jaar. Daarmee werden de in het seizoen 1971 ingevoerde tienjarige lijsten met enkel meisjesnamen afgeschaft en deze cyclus werd niet verder afgemaakt (uit deze reeks restte nog de lijsten met enkel meisjesnamen voor 1979 en 1980). Zo werd orkaan Bob de eerste tropische cycloon sinds het seizoen 1952 met een jongensnaam.

## Cyclonen

### Tropische storm Ana
Op 14 juni trok een tropische onweersstoring westwaarts van de Afrikaanse kust. De storing ontwikkelde op 19 juni een gesloten circulatie en die dag ontstond er een tropische depressie nabij 10° NB, 45° WL. De tropische depressie trok westnoordwestwaarts totdat haar voorwaartse snelheid werd getemperd door een trog van lage druk op grote hoogte, die aan haar westflank verscheen. Daardoor nam ze ook iets aan kracht toe en promoveerde op 22 juni tot tropische storm Ana op enige honderden kilometers van de Bovenwindse Eilanden. Hiermee was zij samen met orkaan 2 uit 1933 de enige tropische storm in ten minste 100 jaar, die in de maand juni ten oosten van de Bovenwindse Eilanden die status verwierf.
Orkaan 2 uit 1933 was echter nog verder naar het oosten ontstaan. Ana wendde zich nu westwaarts en bereikte meteen haar hoogtepunt op 22 juni met windsnelheden van 93 km/uur en een minimale druk van 1005 mbar (De minimale druk van zes uur eerde bereikt dan de maximale windsnelheid). Door de sterke westelijke schering begon Ana haar convectie te verliezen en Ana passeerde op 22 juni als minimale tropische storm ten noorden van Barbados en bereikte de Bovenwindse Eilanden. Op 23 juni degradeerde Ana tot tropische depressie boven het oosten van de Caraïbische Zee. Ana trok verder westwaarts en degenereerde op 24 juni tot een tropische golf. Toen Ana de Bovenwindse Eilanden had bereikt, was zij reeds zo sterk van haar convectie beroofd, dat er geen zware regenval op de eilanden gemeld werd, noch winden van tropischestormsterkte.

### Orkaan Bob
In de laatste week van juni trok een tropische golf westwaarts van de Afrikaanse kust. De tropische onweersstoring kwam echter niet tot ontwikkeling, noch boven de Atlantische Oceaan, noch boven de Caraïbische Zee. Dat veranderde op 6 juli, toen de tropische golf boven het noordwesten van de Caraïbische Zee lag. De tropische golf stak het schiereiland Yucatán over op 7 juli en op 8 juli was een zwakke circulatie waarneembaar. Het lagedrukgebied ontwikkelde zich verder en op 9 juli promoveerde het tot tropische depressie 3 boven het zuidwesten van de Golf van Mexico en trok noordoostwaarts. Op 10 juli promoveerde tropische depressie 3 tot tropische storm Bob en enkele uren later trof een verkenningsvliegtuig Bob aan als ontwikkelende tropische storm op 640 km ten zuidzuidwesten van de kust van Louisiana. Op de noordwestflank van Bob verscheen er nu een trog van lage druk op grote hoogte, die de uitstoot van Bob bespoedigde en hem meer naar het noordnoordoosten en later naar het noorden bijstuurde.
Op 11 juli promoveerde Bob dan ook tot orkaan en draaide bij naar het noordnoordoosten. Die dag bereikte hij zijn hoogtepunt met windsnelheden tot 120 km/uur en een minimale druk van 986 mbar, uren voordat hij landde ten westen van Grand Isle in Louisiana. Boven land degradeerde Bob snel tot tropische storm en enkele uren later, inmiddels op 12 juli tot tropische depressie boven Alabama. Bob trok verder over Tennessee, Kentucky, Indiana, Ohio, West Virginia en Virginia. Voor de kust van Virginia kwam Bob weer boven de Atlantische Oceaan op 15 juli en vervolgde de kust van North Carolina zuidwaarts, om de volgende dag naar het zuidoosten te wenden, waarna Bob op 16 juli oploste. Bob eiste twee mensenlevens en veroorzaakte $20 miljoen schade ($56,6 miljoen na inflatiecorrectie naar 2005). Bob was de eerste orkaan in het Atlantisch bassin in de maand juli sinds het seizoen 1959 en de eerste tropische cycloon met een jongensnaam sinds het seizoen 1952, toen men het spellingsalfabet van het Amerikaanse leger gebruikte.

### Tropische storm Claudette
Op 12 juli trok een tropische golf, de krachtigste van het seizoen over Dakar westwaarts van de Senegalese kust. Op 16 juli ontwikkelde zich een gesloten circulatie en was er op 830 km ten oosten van de Bovenwindse Eilanden een tropische depressie ontstaan. De volgende dag promoveerde de tropische depressie tot tropische storm Claudette. Claudette trok over de noordelijkste Bovenwindse Eilanden, de Maagdeneilanden, Puerto Rico en Hispaniola. Op Antigua werden er nog windsnelheden tot 83 km/uur geregistreerd, maar de schering over Claudette was dusdanig hoog, dat zij tot tropische depressie degradeerde, voor zij Puerto Rico had bereikt. Op Guadeloupe veroorzaakte Claudette overvloedige regenval tot 200 mm en overstromingen, evenals op Puerto Rico, ondanks de schering. Boven Hispaniola degenereerde Claudette tot tropische golf, die verder trok door de Windward Passage en ten zuiden van Cuba door de Caraïbische Zee en over het uiterste westen van Cuba.
De tropische golf kwam boven de Golf van Mexico opnieuw tot ontwikkeling en promoveerde op 21 juli opnieuw tot tropische depressie Claudette. Claudette trok verder noordwestwaarts en promoveerde op 23 juli opnieuw tot tropische storm. Toen wendde Claudette zich naar het noordnoordwesten en landde op 24 juli als matige tropische storm op de kust in het grensgebied van Texas en Louisiana met windsnelheden tot 83 km/uur en bereikte bij Beaumont de laagste luchtdruk; 997 mbar. Nu verscheen er ten noorden van Claudette plotseling een klein hogedrukgebied op grote hoogte, dat snel krachtiger werd en Claudettes noordelijke koers tegenhield. Claudette bleef nu een etmaal boven het gebied hangen en beschreef een lus boven het zuidoosten van Texas, alvorens zij definitief noordwaarts trok. Dit had grote neerslaghoeveelheden tot gevolg, in Alvin aan de oostelijke Texaanse kust, viel 1067 mm regen (méér dan één meter), hetgeen nog steeds een record is (meeste neerslag in één etmaal).
Ook toen Claudette later over Saint Louis trok en door de vallei van de Ohio liet zij nog grote hoeveelheden regen achter. Claudette eiste op Puerto Rico één mensenleven en veroorzaakte $750.000 schade (niet gecorrigeerd voor inflatie). Op het vasteland van de Verenigde Staten eiste Claudette eveneens één mensenleven en veroorzaakte $400 miljoen schade ($1,1 miljard na correctie voor inflatie naar 2005). Zuidoost-Texas zou vaker worden getroffen door 'suffe' tropische stormen of depressies, die bleven hangen en door hun neerslag enorme schade zouden veroorzaken. Andere voorbeelden zijn Alicia in 1983, Allison in 1989 en nogmaals Allison in 2001.

### Orkaan David
David was een orkaan van het Kaapverdische type en behoort tot de catastrofaalste tropische cyclonen van het Atlantisch bassin in de geschiedenis. David eiste meer dan 2068 mensenlevens en is daardoor vergelijkbaar met orkanen als Mitch in 1998, Katrina en Stan in 2005, Jeanne in 2004, de orkaan van de Dominicaanse Republiek in 1930, de Galvestonorkaan in 1900, de orkaan van de barrière-eilanden van Georgia en South Carolina, de Chenier Caminandaorkaan in 1893 en de grote orkaanramp in 1780.

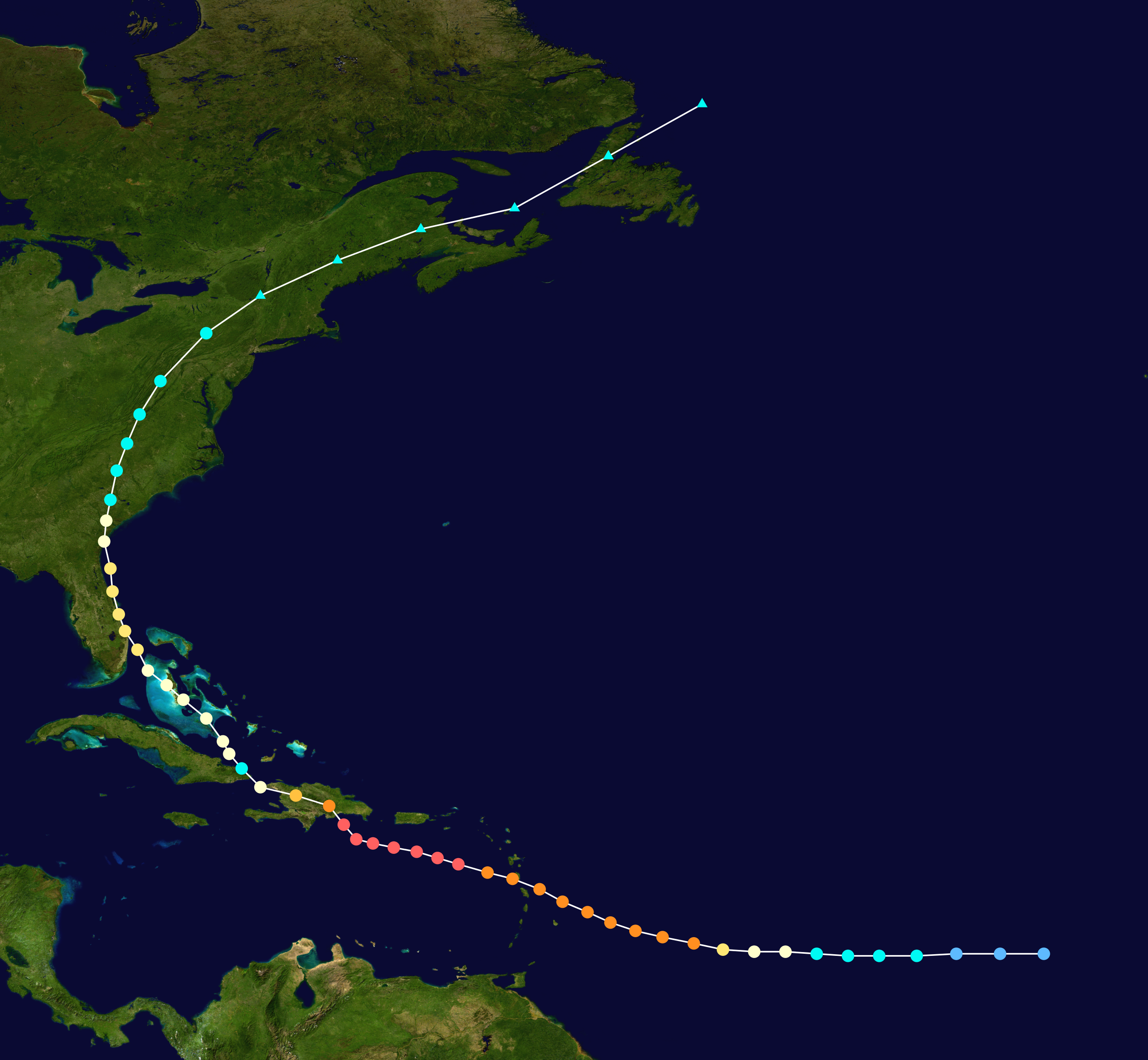
Het parcours van David. Legenda: Blauw: tropische depressie, Turkoois: tropische storm, Roomkleurig: orkaan, eerste categorie, Lichtgeel: tweede categorie, Donkergeel: derde categorie, Oranje: vierde categorie, Rood: vijfde categorie. De driehoekjes geven de posities weer, waar de cycloon zijn tropische kenmerken had verloren en extratropisch was geworden.

Op 22 augustus vertrok een tropische golf van de Afrikaanse kust westwaarts. Het systeem kwam tot ontwikkeling tijdens de passage ten zuiden van Kaapverdië, toen de convectie zich begon te concentreren en op 26 augustus vormde zich een tropische depressie ten westzuidwesten van de archipel Kaapverdië. De tropische depressie werd, zoals een klassieke tropische cycloon van het Kaapverdische type, westwaarts gestuurd door een krachtig hogedrukgebied boven de Azoren. De tropische depressie promoveerde op 26 augustus tot tropische storm David boven de tropische Atlantische Oceaan, halverwege Kaapverdië en de Bovenwindse Eilanden. Op 27 augustus promoveerde David tot orkaan.
Tot op dat moment was David slechts geanalyseerd op basis van satellietwaarnemingen; zijn classificatie als tropische depressie, zijn naamgeving en promotie tot orkaan geschiedde op basis van satellietbeelden, eerst daarna werden er verkenningsvliegtuigen naar David gestuurd. Als orkaan daalde de druk van David met anderhalve hectopascal per uur gedurende de volgende anderhalve etmaal. Op 29 augustus passeerde David, die inmiddels tot de vierde categorie was aangewakkerd, de Bovenwindse Eilanden. David landde die dag op Dominica en veegde de hoofdstad Roseau van de kaart. David draaide boven het noordoosten van de Caraïbische Zee naar het westnoordwesten en bereikte de vijfde categorie. David passeerde op 130 ten zuiden van Puerto Rico, waar hij op 30 augustus zijn hoogtepunt bereikte met windsnelheden tot 278 km/uur en een minimale druk van 924 mbar. Ten zuidwesten van de Monapassage wendde David naar het noordwesten en koerste recht op de Dominicaanse Republiek af. Deze koerswijziging kon te maken hebben met een trog van lage druk, die ten noorden van David verscheen en de westflank van de rug van hoge druk verzwakte of door interactie van Davids circulatie met de bergen van Hispaniola, dat is niet geheel opgehelderd. David zou later nog enkele keren plotseling zulke wendingen maken.
Op 31 augustus landde David op de zuidoostelijke kust van Hispaniola, net ten westen van Santo Domingo met windsnelheden tot net iets onder zijn maximum van 278 km/uur. Het was voor het eerst sinds de orkaan van de Dominicaanse Republiek, dat de Dominicaanse Republiek rechtstreeks werd getroffen door een tropische cycloon van zo een zware intensiteit. David verloor veel van zijn krachten (en van zijn vocht!) boven het bergachtige terrein van Hispaniola en wendde weer naar het westnoordwesten. Op 1 september kwam David niettemin als orkaan van de eerste categorie boven de Windward Passage. David landde op het uiterste oosten van Cuba op 1 september en degradeerde door interactie met zowel Hispaniola als de Cubaanse Sierra Madre tot tropische storm. Dit was echter van korte duur, want David, die intussen opnieuw naar het noorden was gedraaid, was zes uur later op 2 september boven het warme water tussen Cuba en de Bahama's opnieuw tot orkaan gepromoveerd en won nog steeds aan kracht,terwijl hij koers zette richting Florida.
Op maandag, 3 september, de Amerikaanse Dag van de arbeid bereikte David de tweede categorie en landde op de kust van Florida net ten noorden van Palm Beach met windsnelheden tot 157 km/uur en een minimale druk van 972 mbar. David was nu aan de westflank de rug van hoge druk aangekomen en was nu in staat om steeds meer naar het noorden af te buigen, waardoor hij nu naar het noordnoordwesten en noorden trok met zijn oog recht over de oostkust van Florida. Het oog was op dat moment 40 à 55 km in doorsnee, zodat het soms een paar uur duurde, voordat het oog was overgetrokken. Ten noorden van New Smyrna Beach, net ten zuiden van Daytona Beach geraakte David weer boven de Atlantische Oceaan. Op 4 september landde David ten slotte op de kust van Georgia nabij Savannah Beach als orkaan van de eerste categorie.
Nu definitief boven land degradeerde David op 5 september tot tropische storm, die verder noordnoordoostwaarts trok over alle oostelijke kuststaten van de Verenigde Staten. David verloor op 6 september zijn tropische kenmerken boven New York en trok verder over New England en de Canadese zuidoostkust. Op 8 september loste de extratropische David op ten oosten van Newfoundland.
David eiste meer dan 2068 mensenlevens, waarvan het merendeel in de Dominicaanse Republiek en veroorzaakte $1,54 miljard schade ($4,36 miljard na inflatiecorrectie naar 2005). David verwoestte Dominica en eiste meer dan 50 slachtoffers op het eiland en er vielen 180 gewonden. De hoofdstad Roseau werd van de kaart geveegd en 60.000 mensen werden dakloos, driekwart van de bevolking. Ook ging driekwart van de bananenoogst en de kokosnotenoogst verloren. Ook werd Dominica van de buitenwereld afgesloten tot een inwoner, genaamd Fred White, het contact met de rest van de wereld herstelde middels zijn radio en de wereld van de ramp op de hoogte stelde. Op Martinique werd de haven van Port de France getroffen door een 14 meter hoge stormvloed, er vielen echter geen slachtoffers, maar 20 à 30 gewonden. Vijfhonderd mensen raakten dakloos.
Ook op Martinique kregen de bananenplantages het zwaar te verduren; de schade aan de bananenteelt bedroeg aldaar $50 miljoen. Op Guadeloupe vielen ook slechts gewonden en geraakten een paar honderd mensen dakloos. Het gebied Basse Terre, ook hier het zwaartepunt van de bananenteelt werd het zwaarst getroffen met een schadepost van $100 miljoen. Op Puerto Rico eiste David zeven mensenlevens en hoewel David op 130 km van de kust passeerde, werd het zuidwesten van het eiland getroffen door windsnelheden tot 139 km/uur, ruim boven orkaankracht. Ook waren er overstromingen en schade aan de landbouw ($70 miljoen). Het Federaal Bureau ter Bestrijding van Rampen, de FEMA riep Puerto Rico naar aanleiding van de orkaan tot rampgebied uit.
Toen David als orkaan van de vijfde categorie landde op Hispaniola was de uitwerking catastrofaal. Het bergachtig gebied en de zware regenval zorgde voor rampzalige overstromingen, die rond de tweeduizend slachtoffers eisten. In het dorp Padre de Casas werden een kerk- en een schoolgebouw, vol vluchtelingen verzwolgen in een kolkende rivier, die in een modderstroom was veranderd. President Guzman verklaarde later dat de geraamde schade meer bedroeg dan $1 miljard. Havens, spoorwegen en andere infrastructuur werden zwaar beschadigd. Ook werd 70% van de Dominicaanse landbouw vernietigd. Het andere deel van Hispaniola, Haïti ondervond nauwelijks schade van de overtrekkende David.
Op de Bahama's richtte David geen noemenswaardige schade aan. In de Verenigde Staten eiste David 15 mensenlevens en richtte $320 miljoen schade aan. Vierhonderdduizend mensen moesten worden geëvacueerd. David verwekte enige tientallen windhozen, voornamelijk in Florida.
David gaf in diverse gebieden aanleiding tot plundering, zoals vaker na orkaanrampen in de geschiedenis gebeurde en zou gaan gebeuren, zoals na afloop van Katrina. Op Dominica, dat voor $37 miljoen aan internationale hulp ontving, moest de distributie worden ingevoerd en was er na afloop een stevige discussie over al dan niet verdwenen hulpgoederen. De naam David werd na afloop van het seizoen geschrapt en vervangen door de naam Danny.

### Tropische storm Elena
Op 27 augustus passeerde een tropische onweersstoring over Florida in westwaartse richting. De storing kwam boven de Golf van Mexico terecht door een hogedrukgebied boven het zuiden van de Verenigde Staten, dat de tropische golf westwaarts stuwde. Daar ontwikkelde zich op 29 augustus het systeem tot tropische depressie, die naar het westnoordwesten trok en op 30 augustus promoveerde tot tropische storm Elena. Het voornoemde hogedrukgebied werd aangetast door een trog van lage druk, die Elena toestond een meer noordwestelijke koers te varen, richting Texaanse kust. Op grote hoogte lag nu een hogedrukgebied ten westen van Elena boven de monding van de Río Bravo, dat naar het westen trok en boven Neder-Californië terecht was gekomen toen Elena landde op de Texaanse kust. Dit systeem gaf een noordelijke schering over Elena, die daardoor werd gehinderd in haar ontwikkeling en niet verder kwam dan een zwakke tropische storm met windsnelheden tot 65 km/uur en een minimale druk van 1004 mbar op 31 augustus. Op 1 september landde Elena op de oostelijke Texaanse kust nabij Matagorda. Elena degradeerde direct tot tropische depressie, die naar het noorden dreef en de volgende dag was verdwenen boven het oosten van Texas. Elena eiste geen slachtoffers, noch veroorzaakte zij enige noemenswaardige schade.

### Orkaan Frederic

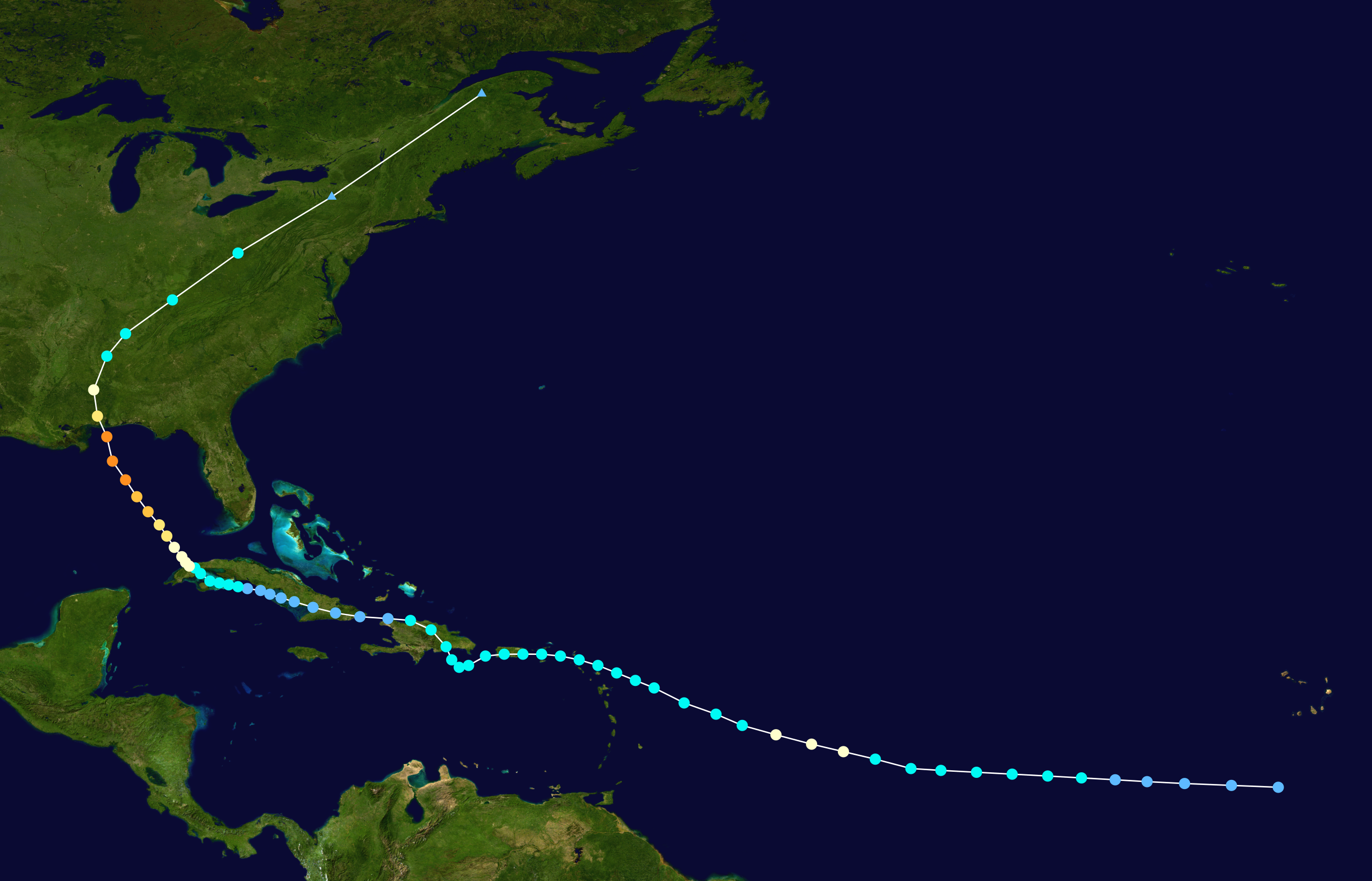
Het parcours, dat Frederic aflegde.

Frederic was net als Claudette en David een cycloon van het Kaapverdische type. Op 27 augustus vertrok een tropische golf van de Afrikaanse kust westwaarts. De tropische golf kwam snel tot ontwikkeling; op 28 augustus begon het systeem sterke convectie te vertonen, die zich ten zuiden van Kaapverdië begon te concentreren. Op 29 augustus ontstond hieruit een tropische depressie, die op 30 augustus nabij 11,5°NB, 36,0°WL, tot tropische storm Frederic promoveerde. Frederic nam in kracht toe, verlegde zijn koers iets naar het westnoordwesten en op 1 september ontwikkelde hij een oog en promoveerde tot orkaan. De tropische golf, waaruit David was voortgekomen, was 5 dagen eerder van de Afrikaanse kust vertrokken, dan de die, die Frederic zou voortbrengen. David landde op 1 september als orkaan van de vijfde categorie op Hispaniola en zijn uitstoot was dusdanig krachtig, dat het een noordwestelijke schering gaf over Frederic, die op 2 september tot tropische storm degradeerde en weer naar het westen bijdraaide.
Frederic bleef onder invloed van de uitstoot van David gestaag verzwakken, terwijl hij de Bovenwindse Eilanden naderde. Op 3 september passeerde Frederic de Bovenwindse Eilanden als matige tropische storm en passeerde rakelings langs Sint Maarten. Frederic trok verder over de Maagdeneilanden. Op 4 september landde Frederic op Puerto Rico en wendde boven de Monapassage naar het zuidwesten, om de volgende dag op 5 september naar het noordwesten te koersen, recht op de zuidoostelijke kust van Hispaniola, zoals David enkele dagen eerder ook had gedaan. Op 6 september landde Frederic (zoals David vijf dagen eerder) ten westen van Santo Domingo op de Dominicaanse kust. Nu was het niet alleen de uitstoot van David, die Frederic hinderde, maar ook de interactie met het bergachtige gebied van Hispaniola en Puerto Rico, die Frederic verzwakten en Frederic degradeerde tot tropische depressie op 6 september boven het noorden van Hispaniola, boven de grens van Haïti en de Dominicaanse Republiek. Frederic draaide opnieuw bij naar het westen en stak de Windward Passage over en landde op de Cubaanse oostkust. Frederic passeerde ten noorden van Santiago de Cuba en kwam ten zuiden van de Cubaanse kust boven de Caraïbische Zee terecht.
Nu was Frederic aan de negatieve invloed van David ontsnapt en bovendien was David aan het verzwakken, zodat Frederic nu de kans kreeg weer aan kracht te winnen. Frederic promoveerde nogmaals tot tropische storm op 9 september op 160 km ten oosten van het Cubaanse eiland Isla de la Juventud. Frederic draaide steeds meer bij naar het noordwesten en zijn circulatie kwam nu boven de warme Caraïbische stroom (waaruit de golfstroom voortkomt) met zeewatertemperaturen van 29° à 30 °C. Bovendien vestigde zich op grote hoogte een hogedrukgebied boven Frederic, dat zijn uitstoot zeer bespoedigde. Op 10 september landde Frederic op het uiterste westen van Cuba, in de provincie Pinar del Río en promoveerde op dat moment tot orkaan. Frederic kwam nu boven het deel van de golfstroom, dat zeer warm zeewater uit de Straat Yucatan noordwestwaarts, in de Golf van Mexico transporteert en vervolgens een lus maakt, omkeert, zuidoostwaarts naar de Straat Florida. Dit deel van de Golfstroom wordt ook wel de Loop Current genoemd en is een goede voedingsbodem voor tropische cyclonen.
Zo kon ook Frederic hier zijn hoogtepunt bereiken met windsnelheden tot 213 km/uur en een minimale druk van 943 mbar op 13 september, drie uur voor Frederic landde op Daufin Island, Alabama. Frederic draaide nu naar het noordoosten, degradeerde tot tropische storm in de buurt van Meridian in Mississippi op 13 september en verloor de volgende dag zijn tropische kenmerken, toen hij door een ander, niet-tropisch lagedrukgebied werd opgenomen boven het zuidwesten van Pennsylvania. De restanten van Frederic trokken verder over Pennsylvania en New England en verdwenen op 15 september ten noorden van Maine. Frederic eiste 14 mensenlevens en veroorzaakte tussen de $1 miljard en $3 miljard schade (na inflatiecorrectie naar 2005 zou het gaan om $4 miljard tot $8 miljard). In het Caraïbische gebied was de destructie van Frederic beperkt, al had Frederic op de Bovenwindse Eilanden voor veel wateroverlast gezorgd en had op Sint Maarten zeven mensen gedood.
In de Dominicaanse Republiek droeg Frederic bij aan de ramp, die David vijf dagen eerder had veroorzaakt. Hoewel Frederic het eiland trof als minimale tot matige tropische storm, bracht hij toch veel regen. Op Cuba viel de schade in het oosten mee, daar was Frederic slechts een depressie. In het westen van het eiland had hij sterker toegeslagen, maar precieze beramingen van de schade zijn niet bekend. In de Verenigde Staten werd de kustlijn zwaar getroffen door de stormvloed. De dijk met de weg van het vasteland naar het eiland Dauphin, waar de orkaan landde, werd op veel plaatsen weggespoeld. Het historische stadhuis van Mobile, Alabama werd zwaar beschadigd. Frederic liet veel regen achter in de Verenigde Staten, ook nadat hij zijn tropische kenmerken had verloren. Frederic veroorzaakte verder een tiental windhozen. De naam Frederic werd geschrapt en vervangen door Fabian.

### Orkaan Gloria
Op 4 september trok een tropische golf westwaarts van de Afrikaanse kust, die snel tot ontwikkeling kwam en dezelfde dag ten oosten van de Kaapverdische Eilanden promoveerde tot tropische depressie 11. Anders dan de meeste Kaapverdische cyclonen, boog tropische depressie 11 snel naar het noordwest-ten-westen af, door de reeds omvangrijke circulatie van tropische depressie 11 en de afwezigheid van een krachtig Azorenhogedrukgebied. Dit was namelijk verzwakt door een trog van lage druk ten westen van de Azoren. Op 6 september promoveerde tropische depressie 11 tot tropische storm Gloria ruim ten noordwesten van Kaapverdië. Op 7 september promoveerde Gloria tot orkaan en verlegde haar koers iets noordelijker, naar het noordwest-ten-noorden. Vervolgens steeg de luchtdruk aan de noordflank van Gloria, zodat haar noordwestelijke koers werd geblokkeerd en zij voorlopig westzuidwestwaarts dreef. Nadat Gloria's koers gestagneerd was, degradeerde zij tijdelijk tot tropische storm op 10 september en werd op 11 september weer een orkaan. Daarna trok Gloria versneld in noordoostelijke richting en bereikte haar hoogtepunt op 13 september met windsnelheden tot 157 km/uur en een minimale druk van 975 mbar. Op 15 september smolt Gloria samen met een niet-tropische depressie ten noorden van de Azoren en verloor zo haar tropische kenmerken.

### Orkaan Henri
Op 14 september ontstond boven het noordwesten van de Caraïbische Zee, voor de kust van Quintana Roo een tropische depressie uit een tropische golf. Aanvankelijk dreef de tropische depressie noordwaarts de Straat Yucatan door, maar werd later door een opbouwend hogedrukgebied ten noorden van haar naar het westen gestuurd en later naar het zuidwesten, de Golf van Campeche in. Hierdoor was de tropische cycloon om het schiereiland Yucatán heen getrokken, zonder ergens aan land te gaan. Op 16 september promoveerde de tropische depressie tot tropische storm Henri boven het noordoosten van de Golf van Campeche. De volgende dag wakkerde Henri aan tot een orkaan en bereikte zijn hoogtepunt op 17 september met windsnelheden tot 139 km/uur en een minimale druk van 983 mbar.
Henri wendde zich nu naar het noordwesten, doordat de rug van hoge druk boven het noordwesten van de Golf van Mexico verzwakte. Toen daarna een breed lagedrukgebied zich ontwikkelde boven het westen van de Golf van Mexico, bleef Henri bijna stationair en begon te verzwakken, omdat droge lucht van het Mexicaanse vasteland in zijn circulatie terechtkwam en omdat ten noorden van hem zich een niet-tropisch lagedrukgebied had gevormd, dat Henri begon te beconcurreren om vochtige lucht. Henri degradeerde op 18 september tot tropische storm en op 19 september tot tropische depressie. Daarna dreef Henri oostwaarts ten zuiden van een koufront, dat de Golf van Mexico was binnengetrokken. Op 24 september werd Henri door dit front boven het noorden van de Golf van Mexico opgenomen.

### Subtropische storm zonder naam
Op 23 oktober ontwikkelde zich een trog van lage druk op 320 km ten zuidzuidwesten van Bermuda tot subtropische depressie, die naar het noordnoordoosten trok, over Bermuda en op 24 oktober tot subtropische storm promoveerde ten noorden van Bermuda. De subtropische storm nam in kracht toe, overschreed de orkaandrempel en bereikte zijn hoogtepunt met windsnelheden tot 120 km/uur en een minimale druk van 980 mbar. De cycloon werd geen volledige tropische cycloon, zodat hij dan ook niet tot orkaan promoveerde, ondanks zijn intensiteit. Toen de subtropische storm ten noorden van de golfstroom geraakte, begon hij zijn tropische kenmerken te verliezen. Later op 25 oktober landde de extratropische storm op de kust van Newfoundland, waar hij later werd opgenomen door een niet-tropisch lagedrukgebied.

## Namen
Het seizoen 1979 was het eerste, waarvoor het huidige systeem werd toegepast, waarin een lijst met gemengde voornamen werd gebruikt. De lijst was een van de zes, die na zes jaar hergebruikt zou worden en waarop namen van eventuele bijzonder verwoestende orkanen geschrapt en vervangen zouden worden. Alle mannelijke namen werden sowieso voor het eerst gebruikt en van de vrouwelijke namen waren alle namen voor het eerst gebruikt, behalve Elena en Gloria. Elena was in 1965 gebruikt en Gloria in 1976. Deze lijst werd opnieuw gebruikt voor het seizoen 1985, met dat verschil dat David en Frederic waren vervangen door Danny en Fabian.
| - Ana - Bob - Claudette - David - Elena - Frederic - Gloria | - Henri - Isabel (niet gebruikt) - Juan (niet gebruikt) - Kate (niet gebruikt) - Larry (niet gebruikt) - Mindy (niet gebruikt) - Nicholas (niet gebruikt) | - Odette (niet gebruikt) - Peter (niet gebruikt) - Rose (niet gebruikt) - Sam (niet gebruikt) - Teresa (niet gebruikt) - Victor (niet gebruikt) - Wanda (niet gebruikt) |